# نشنال سیتی (کالیفرنیا)
نشنال سیتی (به انگلیسی: National City) شهری در شهرستان سن دیه‌گو، کالیفرنیا ایالت کالیفرنیا است که در سرشماری سال ۲۰۱۰ میلادی، ۵۸۵۸۲ نفر جمعیت داشته است.